# Stigmaphyllon paraense
Stigmaphyllon paraense är en tvåhjärtbladig växtart som beskrevs av C. Anderson. Stigmaphyllon paraense ingår i släktet Stigmaphyllon och familjen Malpighiaceae. Inga underarter finns listade i Catalogue of Life.